# Saccolabiopsis armitii
Saccolabiopsis armitii là một loài thực vật có hoa trong họ Lan. Loài này được (F.Muell.) Dockrill miêu tả khoa học đầu tiên năm 1967.